# Lars Englund
För andra betydelser, se Lars Englund (olika betydelser).

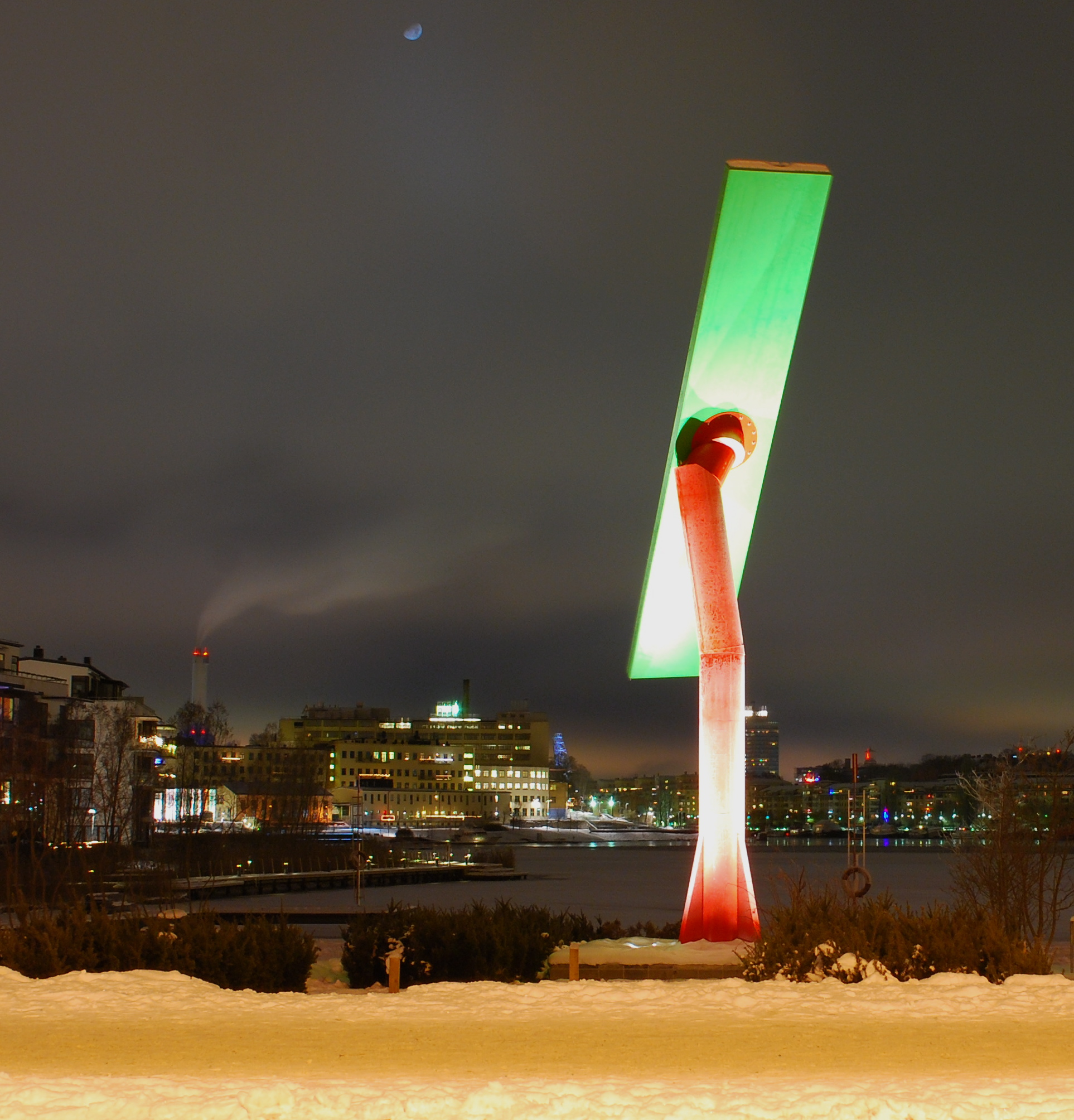
Instabil, stål och kolfiberkomposit, Hammarby sjöstad, Stockholm. Den gröna vingen är rörlig och rör sig med vinden.

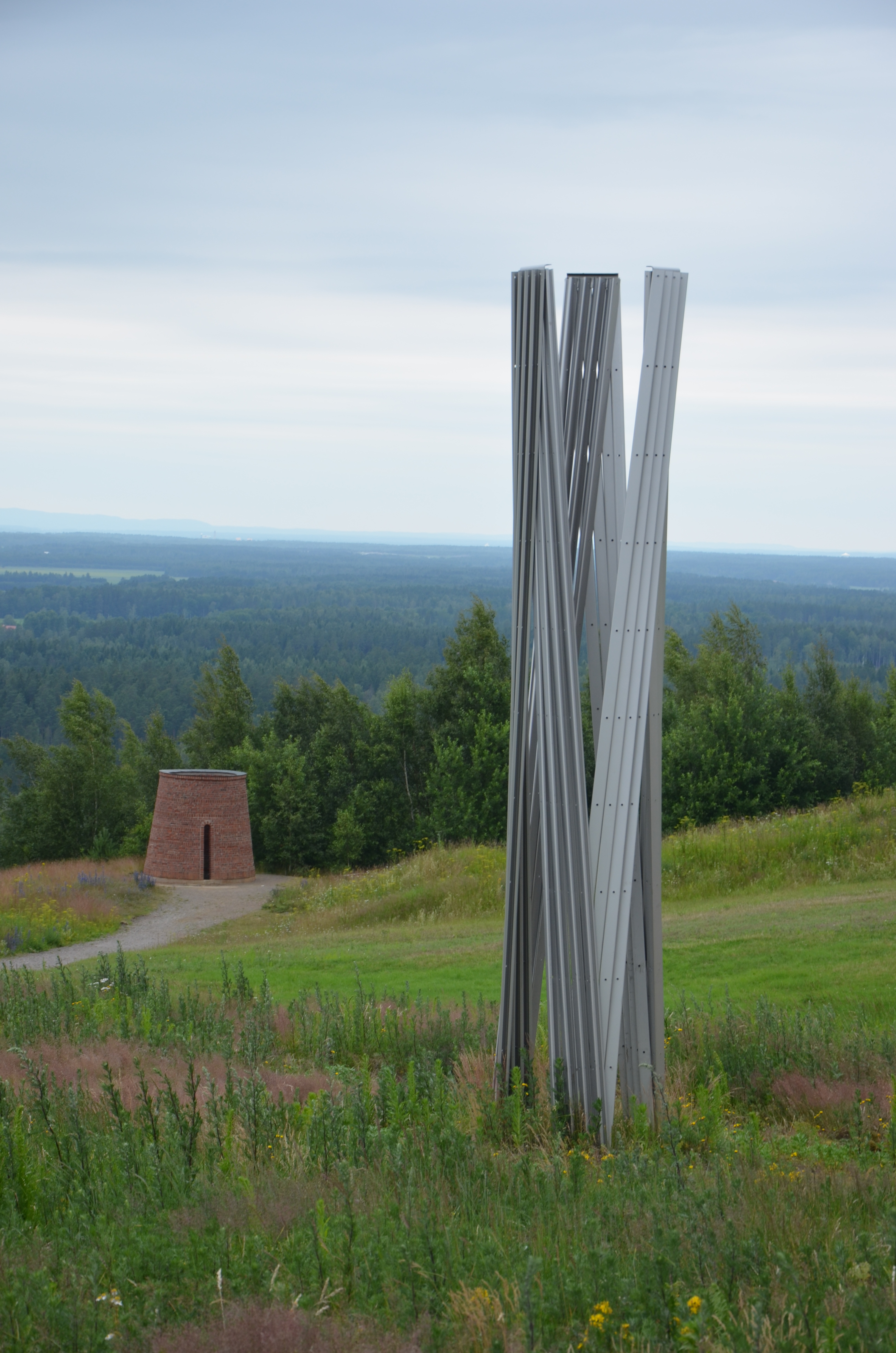
Stabil (2000), Konst på Hög, Kumla kommun.

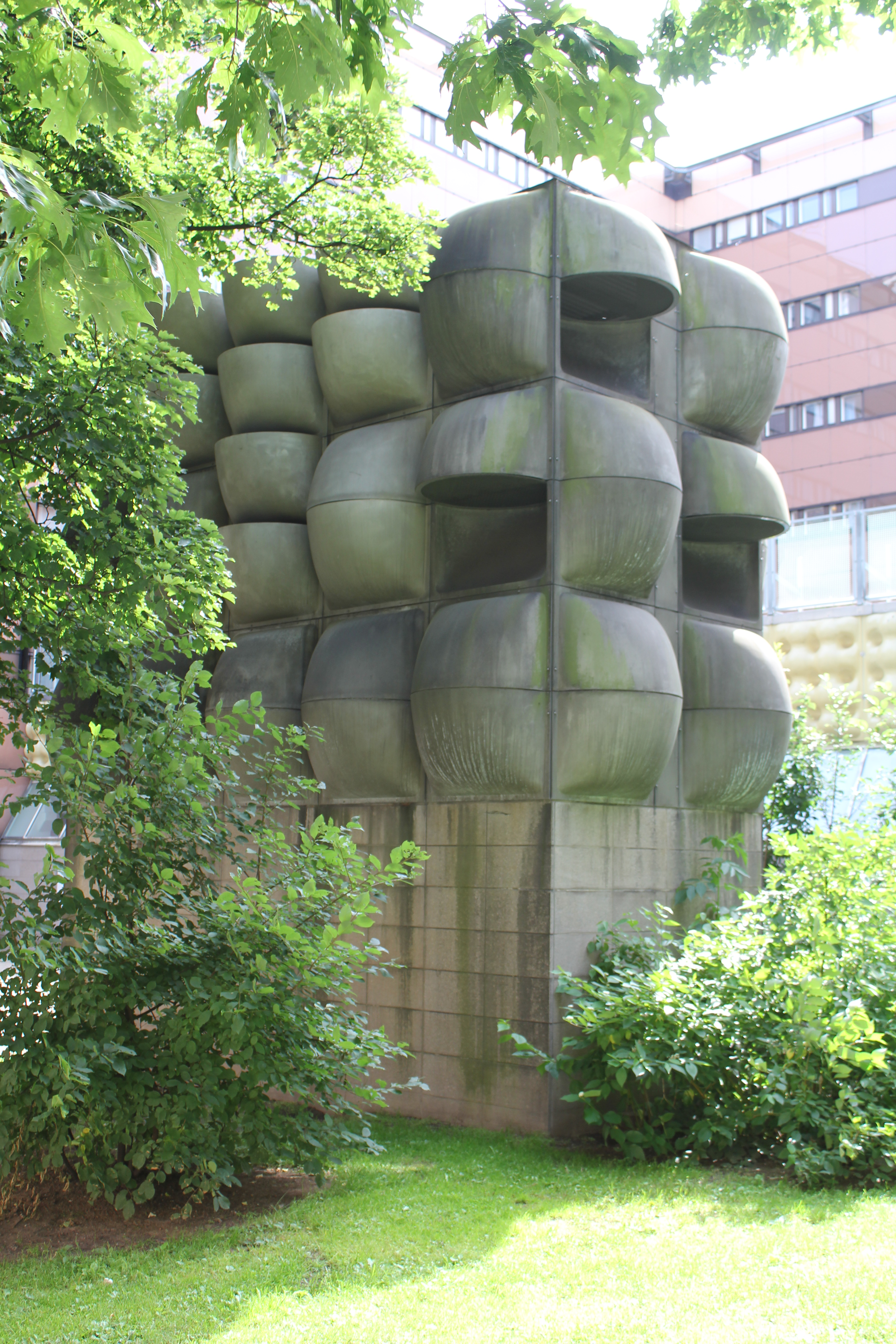
Ventilationstrummor i aluminium på Polishuset i Stockholm, Rikspolisstyrelsens hus, Polhemsgatan 30, Kungsholmen.

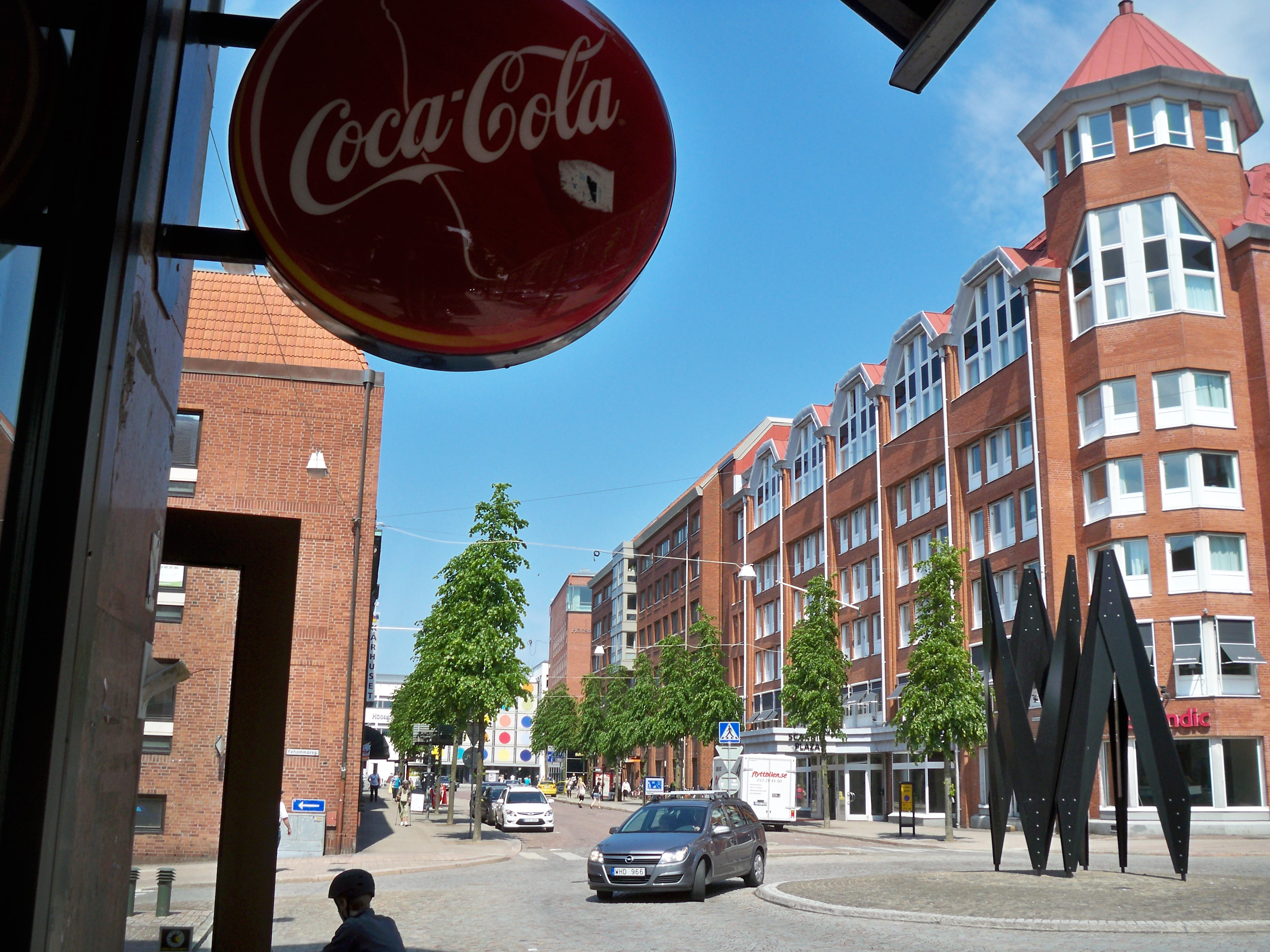
Stabil (2010) i korsningen Yxhammarsgatan-Allégatan i Borås.

John Lars-Olov Englund, född 6 maj 1933 i Stockholm, död 8 juli 2025 i Jonstorps distrikt i Höganäs kommun i Skåne, var en svensk skulptör och grafiker.

## Biografi
Lars Englund var autodidakt förutom att han bedrev studier för Vilhelm Bjerke-Petersen 1950-1951 och han har bland annat utbildats på Fernand Légers skola i Paris. Han genomförde studieresor till Paris, Ryssland, Italien, Schweiz, Tyskland, Spanien, Nordafrika och England. För Polisskolan i Solna utförde han 1965 han en betongrelief. I Konstnärslexikonett Amanda står det: "Han gör arbeten i sträng konstruktiv anda, ofta med karaktär av en böljande vågrörelse. Han är känd för sina konkretistiska skulpturer och målningar inspirerade av moekylernas strukturer. Han har skapat monumentala verk, reliefer och fritt hängande skulpturer, ofta i stål, eller också i lätta material. Han är en forskningsresande i konstens värld, med systematiskt gestaltade strukturer, en egensinnig, spirituell uppfinnare."
Han ställde ut på museer och gallerier i Sverige, Europa och USA. Han hade sin första utställning på Lilla Paviljongen i Stockholm 1953. På närmare ett hundratal platser i Sverige finns hans verk i offentlig miljö, bland annat i Stockholm, Norrköping, Umeå och Örebro. Han skapade ett nonfigurativa verk och experimenterar med olika material, som plast, stål, aluminium och kolfiber. Enkla grundformer som sfärer och cirklar återupprepas och sammanfogas till organiska objekt enligt mottot pars pro toto, det vill säga delen för helheten. Englund var under många år verksam i ett hus, ritat av honom själv, på Bjärehalvön. Sedan 1984 var Lars Englund ledamot av Kungliga Akademien för de fria konsterna.
Englund var en av de svenska bildkonstnärer som hade statlig inkomstgaranti för konstnärer.

## Sagt om Lars Englund
| ”                   | Grunden för Englunds konstnärskap, alltsedan 1960-talet, är experiment med komplexa grundformer, snarlika dem som man kan se i mikroskopet: naturens egna inre beståndsdelar som kan adderas till oändliga variationer. Med en närmast matematisk precision lyckas till exempel Englund att med enkla spröt forma pentagoner som blir till klot och flänsar: ett organiskt växande i det konstruktiva krysset mellan poesi och beräkning. | „ |
| – Mårten Castenfors | |   |

| ”                   | Ofta har man liknat Lars Englunds rytmiska spel mellan rum, arkitektur och skulptural form vid barockens böljande formspråk. Men sett i ett samtida perspektiv ligger hans konst också nära den amerikanska 1960-talsminimalismen som utforskade den moderna tidens material som gummi, stål, kolfiber, aluminium och olika sorters plaster i ett icke-föreställande formspråk. Lars Englunds konstnärskap låter sig gärna beskrivas i grupper eller teman - volymer, bärverk, sfärer, reliefer, pars pro toto, förvecklingar, relative, borderlines, stabiler och instabiler. | „ |
| – Cecilia Widenheim | |   |

| ”              | Lars Englund tillhör en generation konstnärer som, i likhet med undertecknad, drabbades av "Rörelsen i konsten" i alla dess former i början av 1960-talet. Han deltog i utställningen med detta namn tillsammans med Einar Höste. En mekaniskt tillförd rörelse tycks dock aldrig ha lockat honom. Rörelsen fanns i betraktarens tanke och rörelser kring verket, enligt citatet ovan, och i de atmosfäriska förhållanden som råder kring skulpturerna. Med en aldrig sinande kreativitet och en säker konstnärlig och moralisk kompass skapade han en unik position i sin tids konst. | „ |
| – Olle Granath | |   |

## Verk i urval
- Emaljvägg (1967), Kraftvärmeverket i Ålidhem, Umeå
- Brunn, aluminium, 1969, Hässelby villastads skola, Stockholm
- Betongrelief (1973), Televerket, Örebro
- Pars pro toto (1979), kolfiber
- Vattengardin (1979), aluminium, Sibeliusgången 50, Akalla, Stockholm
- Instabil, mobil i stål, kolfiberkomposit och divinycell, Lugnetviken, Hammarby sjöstad i Stockholm
- Instabil, norra delen av Moderna museet/Arkitektur- och designcentrum i Stockholm
- Aurora Borealis (1986), fasad till ackumulatortank vid Ålidhems värmeverk i Umeå
- Relative (1987), kolfiber
- till exempel (1997), lackerad metall, Kullagymnasiet i Höganäs
- Ventilationstrummor i aluminium (1972-1975), Polishuset i Stockholm, Rikspolisstyrelsens hus, Polhemsgatan 30, Kungsholmen.
- Electrum i Kista, Stockholm
- Stabil mitt, Bergsnäsrondellen i Avesta
- Mobil utanför Bonnierhuset på Torsgatan i Stockholm
- Borderlines
- Duo (2005), rostfritt stål och duraluminium, Örebro universitet
- Form som hänger ned från taket, kolfiber, Norrköpings stadsbibliotek
- Utformning av den svenska enkronan och 50-öringen från 1976[15]
- Förvecklingar i cortenstål, 2008, Östra Drottninggatan 9–11 i Kumla
- Stabil (2010), i korsningen Yxhammarsgatan-Allégatan i Borås
- Molekylstruktur, stål, gavel till Hässelbyhallen i Stockholm

## Separatutställningar
Ett urval av Englunds separatutställningar inkluderar
- Moderna Museet, Stockholm (2005);
- Ystads Konstmuseum (2000);
- Thielska Galleriet, Stockholm (1999);
- Centre Culturel Suédois, Paris, Institut suédois (Svenska institutet i Paris) (1997);
- MoMA P.S.1, New York (1980) och
- Västerås Konstmuseum (1976).[16]

## Grupputställningar
Grupputställningar inkluderar bland annat
- Wanås Konst, Knislinge i Skåne (2005), vid Wanås Gods, Hässleholmsvägen, ett par mil norr om Kristianstad;
- Rooseum, Malmö (1994);
- Solomon R. Guggenheim Museum, New York (1982) och
- Nationalmuseum, Stockholm (1950).
- Englund deltog även under 38:e Venedigbiennalen (1978).[16]

## Representerad
Lars Englund finns representerad vid bland annat
- Nationalmuseum i Stockholm,[17]
- Moderna museet i Stockholm,[18]
- Norrköpings konstmuseum,[19]
- Rooseum i Malmö, en tidigare konsthall i Malmö, som drevs 1988–2006
- Museé National d'Art Moderne i Paris och
- Centre Georges-Pompidou, Paris.[13]